# Tachytrechus mchughi
Tachytrechus mchughi är en tvåvingeart som beskrevs av Harmston 1972. Tachytrechus mchughi ingår i släktet Tachytrechus och familjen styltflugor.
Artens utbredningsområde är Oregon. Inga underarter finns listade i Catalogue of Life.